# Enamillus mauricei
Enamillus mauricei är en skalbaggsart som beskrevs av Blackburn 1907. Enamillus mauricei ingår i släktet Enamillus och familjen Melolonthidae. Inga underarter finns listade i Catalogue of Life.